# Společný komplexní akční plán
Společný komplexní akční plán (anglicky Joint Comprehensive Plan of Action, zkráceně JCPOA, persky برنامه جامع اقدام مشترک‎), známý také jako íránská jaderná dohoda, je dohoda o omezení íránského jaderného programu výměnou za zrušení sankcí. Dohoda byla uzavřena ve Vídni dne 14. července 2015 mezi Íránem a pěti stálými členy Rady bezpečnosti OSN (Čína, Francie, Rusko, Spojené království a Spojené státy americké), Německem a Evropskou unií. Dohoda vstoupila v platnost 16. ledna 2016.
Spojené státy americké odstoupily od dohody v květnu 2018 a uvalily na Írán nejtvrdší sankce v historii. Sankce se vztahovaly také na všechny země a společnosti obchodující s Íránem.

## Podmínky dohody

### Zásoby
Írán slíbil, že do 15 let sníží zásoby nízko obohaceného uranu o 97 %, z 10 000 kg na 300 kg, a omezí obohacování uranu na 3,67 %.

### Odstředivky
Dohoda stanoví, že během 10 let Írán sníží počet aktivních odstředivek přibližně o dvě třetiny, tj. z 19 000 kusů na 6 104, přičemž pouze 5 060 by mohlo obohacovat uran. V provozu by byly pouze odstředivky typu IR-1, nejstarší a nejméně účinné íránské odstředivky. Pokročilejší typy odstředivek, např. IR-2M, by Írán neměl po dobu deseti let používat. Samotné obohacování by probíhalo pouze v zařízení Natanz.

### Výzkum
Dohoda stanoví, že íránský výzkum a vývoj v oblasti obohacování uranu bude probíhat pouze v Natanzu po dobu osmi let.

### Inspekce
Írán bude muset umožnit zaměstnancům Mezinárodní agentury pro atomovou energii (MAAE) důkladnou kontrolu.
Dohoda zajišťuje, že MAAE má nepřetržitý přístup k íránským jaderným zařízením a může provádět jejich monitorování. Dohoda opravňuje MAAE k používání sledovacích kamer, softwaru pro shromažďování informací a senzorů monitorujících uran.
Inspektoři měli pocházet pouze ze zemí, s nimiž Írán udržoval diplomatické vztahy.

### Sankce
Podle dohody musí Írán předložit MAAE úplnou zprávu o své jaderné historii, než budou uvolněny sankce.

## Vývoj po podepsání dohody
Spojené státy americké v dubnu a červenci 2017 potvrdily, že Írán dohodu dodržuje.
Dne 13. října 2017 americký prezident Donald Trump oznámil, že už nadále nebude informovat Kongres, zda Írán dodržuje dohodu, obvinil Írán z nedodržování „ducha dohody“ a označil íránskou vládu za ničemný a fanatický režim. Trump rovněž dodal: „Jaký smysl má dohoda, která existenci jaderného arzenálu oddaluje jen na krátkou dobu?“
Íránský prezident Hasan Rúhání, britská premiérka Theresa May, francouzský prezident Emmanuel Macron, německá kancléřka Angela Merkel a vysoká představitelka Unie pro zahraniční věci a bezpečnostní politiku Federica Mogherini uvedli, že dohoda funguje dobře a že se jí i nadále budou držet. Ruský ministr zahraničí Sergej Lavrov potvrdil, že Írán dohodu dodržuje.
V březnu 2018 generální ředitel MAAE Jukija Amano uvedl, že Írán plní své závazky v oblasti jaderné energie. Dne 30. dubna USA a Izrael prohlásily, že Írán neinformoval MAAE o svém dřívějším vědeckém projektu zabývajícím se vývojem jaderných zbraní, jak stanovila dohoda.

### Odstoupení USA od smlouvy (květen 2018)

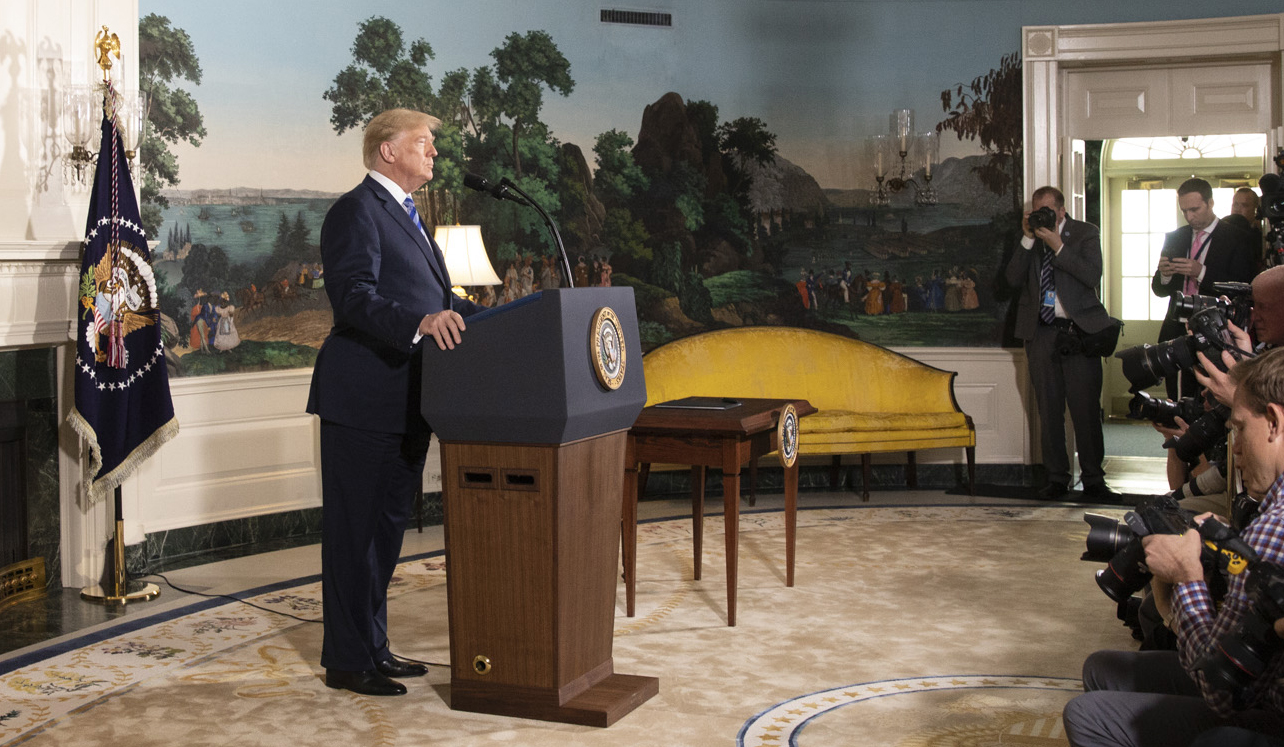
Trump oznamuje odstoupení od dohody, 8. květen 2018

Dne 8. května 2018 USA oficiálně odstoupily od dohody poté, co Trump podepsal prezidentské memorandum nařizující obnovení sankcí. Ostatní signatáři uvedli, že budou dohodu dodržovat i bez účasti USA.
Trump ve svém oficiálním prohlášení řekl: „Oznamuji, že Spojené státy americké dnes odstoupí od jaderné dohody s Íránem. Za pár okamžiků podepíšu prezidentské memorandum, které znovu zavede jaderné sankce vůči íránskému režimu. Zavedeme nejvyšší úroveň ekonomických sankcí. Jakákoli země, která pomáhá Íránu v jeho snaze o získání jaderných zbraní, může být Spojenými státy americkými rovněž sankciována“.

### Následky odstoupení USA
Spojené státy americké zavedly vůči Íránu politiku „diplomatické izolace a maximálního ekonomického tlaku“, která měla za cíl přinutit Írán vyjednávat.
Íránský rijál oslabil o 20 % a mezinárodní banky, které obchodovaly s Íránem, zaplatily vysoké pokuty. V íránském parlamentu byla zapálena americká vlajka. Podle zdrojů Izraelských obranných sil íránské jednotky Quds vypálily následující večer rakety na izraelské vojenské cíle, což bylo poprvé, kdy Írán přímo zaútočil na Izrael.